# Circus (Britney Spears-album)
A Circus Britney Spears amerikai énekesnő nyolcadik albuma és hatodik stúdióalbuma. Megjelenésének tényét hivatalosan 2008. szeptember 15-én erősítették meg. 2008. december 2-án, Britney 27. születésnapján jelent meg.
Az első héten 505 412 darabot adtak el belőle csak az USA-ban, és a Billboard 200 albumslágerlista első helyére került. Ezzel Spears lett az első előadó, akinek öt albuma került ennek a slágerlistának az első helyére. (Később megdöntötte saját rekordját Femme Fatale című albumával, ami szintén listavezető lett.) A Circus világszerte több mint 5,5 millió példányban kelt el. Az album első kislemeze, a Womanizer nemzetközi sláger lett, és első helyre került 20 ország slágerlistáján, többek között az amerikai Billboard Hot 100-on. Az album második kislemeze a Circus lett, amely a harmadik helyre került ugyanezen a listán. A harmadik kislemez, az If U Seek Amy a szövegével világszerte felháborította az aggódó szülőket. A negyedik kislemez a Blackout albumról is ismert Radar lett.

## Felvételek
Britney az OK! magazin 2008. augusztusi számában megerősítette, hogy dolgozik hatodik stúdióalbumán. Ezt mondta a riporternek: „Mindennap írok számokat az új albumomra ezen a zongorán, amely itt van mellettem. Ez lesz az eddigi legjobb munkám”. Britney beszélt a felvételekről is, és elmondta, hogy eldöntötte, sok dalt fog írni albumára. Az albumon Spearsszel dolgozott J. R. Rotem, Keri Hilson, Sean Garrett, Guy Sigsworth, Nate "Danja" Hills, a Bloodshy & Avant és Rodney "Darkchild" Jerkins.

## Eladás
- Amerikai Egyesült Államok - Az album a Billboard 200 első helyén nyitott. Az első héten 505 ezret adtak el belőle, így az év hatodik legkelendőbb lemeze lett. Az album 9 hétig szerepelt a Top 10-ben, így a listán eltöltött idejét tekintve a második lett az Oops, I Did It Again óta, amely 23 hétig szerepelt a legjobb tízben. A Recording Industry Association of America 2009. január 29-én platinalemezzé nyilvánította az albumot. Csak Amerikában 1,7 millió példányban kelt el.
- Kanada - Az album első helyen nyitott a Canada Albums Charton, az első héten 51.000 példány kelt el belőle. 2009 márciusában a Canadian Recording Industry Association bejelentette, hogy az albumot 240 ezer példányban adták el, így háromszoros platinalemez lett Kanadában.
- Oroszország - Az első helyen nyitott, és kétszeres platinalemez lett.
- Mexikó - Az album harmadik helyen nyitott, de miután 46.000 darabot eladtak belőle, már az első héten platinalemez lett.
- Ausztrália - A harmadik helyen nyitott, és három hét alatt platinalemez lett, azóta pedig, 210.000 db-ban kelt el, így háromszoros platina lett.
- Nagy-Britannia - Az album a negyedik helyen nyitott, majd 31 hétig szerepelt a listán, és platinalemez lett.
- Franciaország, Japán - A lemez az ötödik helyen nyitott.
- Az Europa Hot 100 listán az első helyen nyitott, és 16 hétig szerepelt rajta.
- Az album világszerte 5,5 millió példányban kelt el, valamint digitálisan 8 millió kelt el belőle.

## Turné
„A cirkuszban soha senki nem unatkozik. Mindig izgalommal várjuk, hogy mi történik a következő pillanatban. Ezt az érzésvilágot szeretném én is átültetni a koncertjeim műsorára is. Persze elefántok nem lesznek a színpadon :)” – Spears a Good Morning America című műsorban jelentette be, hogy világkörüli turnéra indul, amelynek első állomása 2009. március 3-án New Orleansban lesz. A turnénak összesen 99 állomása volt. A bevétel 131 000 000 dollárt hozott, ezzel a valaha volt 5. legnagyobb bevételt hozó turné lett.

## Számlista
| #   | Cím | Hossz |
| --- | --- | ----- |
| 1.  | Womanizer Író: Nikesha Briscoe, Rapheal Akinyemi Producer: K.Briscoe/The Outsyders                                     | 3:43  |
| 2.  | Circus Író: Lukasz Gottwald, Claude Kelly & Benjamin Levin Producer: Dr. Luke & Benny Blanco                           | 3:12  |
| 3.  | Out from Under Író: Shelly Peiken, Arnthor Birgisson & Wayne Hector Producer: Guy Sigsworth                            | 3:54  |
| 4.  | Kill the Lights Író: Nathaniel Hills, James Washington, Luke Boyd & Marcella Araica Producer: Danja                    | 3:59  |
| 5.  | Shattered Glass Író: Lukasz Gottwald, Claude Kelly & Benjamin Levin Producer: Dr. Luke & Benny Blanco                  | 2:53  |
| 6.  | If U Seek Amy Író: Max Martin, Shellback, Savan Kotecha & Alexander Kronlund Producer: Max Martin                      | 3:37  |
| 7.  | Unusual You Író: Christian Karlsson, Pontus Winnberg, Henrik Jonback & Kasia Livingston Producer: Bloodshy & Avant     | 4:23  |
| 8.  | Blur Író: Nathaniel Hills, Stacy Barthe & Marcella Araica Producer: Danja                                              | 3:09  |
| 9.  | Mmm Papi Író: Britney Spears, Henry Walter, Adrien Gough, Peter-John Kerr & Nicole Morier Producer: Let's Go To War    | 3:22  |
| 10. | Mannequin Író: Britney Spears, Harvey Mason, Jr., Rob Knox & James Fauntleroy II Producer: Rob Knox, Harvey Mason, Jr. | 4:06  |
| 11. | Lace and Leather Író: Lukasz Gottwald, Benjamin Levin, Frankie Storm & Ronnie Jackson Producer: Dr. Luke               | 2:48  |
| 12. | My Baby Író: Britney Spears & Guy Sigsworth Producer: Guy Sigsworth                                                    | 3:20  |

### Bónuszdalok
| #   | Cím | Hossz |
| --- | --- | ----- |
| 13. | Radar (Nemzetközi bónuszdal) Író: Christian Karlsson, Pontus Winnberg, Henrik Jonback, Balewa Muhammad, Candice Nelson, Ezekiel "Zeke" Lewis & Patrick "J.Que" Smith Producer: Bloodshy & Avant                                     | 3:49  |
| 14. | Rock Me In (Deluxe Edition bónuszdal) Író: Britney Spears, Greg Kurstin & Nicole Morier Producer: Greg Kurstin | 3:17  |
| 15. | Phonography (Deluxe Edition & Britney.com bónuszdal) Író: Christian Karlsson, Pontus Winnberg, Henrik Jonback, Balewa Muhammad, Candice Nelson, Ezekiel „Zeke” Lewis & Patrick „J.Que” Smith Producer: Bloodshy & Avant, The Clutch | 3:35  |
| 16. | Quicksand (Európai iTunes bónuszdal) Író: Lady Gaga, Fernando Garibay Producer: Fernando Garibay | 4:05  |
| 17. | Amnesia (Brit, japán & Britney.com bónuszdal) Író: Fernando Garibay, Kasia Livingston Producer: Fernando Garibay | 3:57  |
| 18. | Trouble (iTunes bónuszdal) Író: Christian Karlsson, Pontus Winnberg, Henrik Jonback, Balewa Muhammad, Candice Nelson, Ezekiel „Zeke0 Lewis & Patrick „J.Que” Smith Producer: Bloodshy & Avant, The Clutch                           | 3:35  |
| 19. | Rock Boy (7Digital Anglia, Amazon UK MP3 & Németország bónuszdal) Író: Tina Parol Producer: Danja | 3:23  |

### Deluxe Edition
CD + DVD kiadás: 13 dalt és 2 bónuszdalt (Rock Me In, Phonography) tartalmaz a CD. Színes, 2 oldalas poszter található a tokban.
A DVD-n:
- The Making of Circus (A Circus album készítése) - kb. 10 perc
- Womanizer videóklip – 03:45
- Fotók – 02:00

## Kislemezek
- Az első kislemez a Womanizer című dal lett, szeptember 26-án debütált a rádiókban. A videóklipet Joseph Kahn rendezte, aki már dolgozott együtt Britneyvel a Stronger és a Toxic klipjén.
- A második kislemez a Circus című dalból lett, amelyhez a videóklipet Francis Lawrence rendezte, aki már dolgozott együtt Britneyvel az I’m a Slave 4 U klipjén.
- A harmadik kislemez az If U Seek Amy című dal, amelyhez a videóklipet Jake Nava rendezte, aki már dolgozott együtt Britneyvel a My Prerogative klipjén.
- A negyedik kislemez a Radar című dalból készült, amelyet Dave Meyers rendezett. Az ő nevéhez fűződik még Britney Lucky, Boys és Outrageous klipje is.

## Slágerlistás helyezések
| Slágerlista (2008)                          | Legjobb helyezés |
| ------------------------------------------- | ---------------- |
| Argentin albumslágerlista                   | 2                |
| Ausztrál ARIA albumslágerlista              | 3                |
| Belga albumslágerlista (Vallónia)           | 4                |
| Belga Albumslágerlista (Flandria)           | 7                |
| Brit albumslágerlista                       | 4                |
| Cseh albumslágerlista                       | 23               |
| Dán albumslágerlista                        | 4                |
| Finn albumslágerlista                       | 16               |
| Francia albumslágerlista                    | 3                |
| Holland albumslágerlista                    | 10               |
| Ír albumslágerlista                         | 2                |
| Japán Oricon Albumslágerlista               | 5                |
| Japán Oricon International albumslágerlista | 1                |
| Kanadai albumslágerlista                    | 1                |
| Lengyel slágerlista                         | 32               |
| Magyar albumslágerlista                     | 22               |
| Mexikói albumslágerlista                    | 3                |
| Német albumslágerlista                      | 9                |
| Norvég albumslágerlista                     | 21               |
| Olasz albumslágerlista                      | 9                |
| Orosz Top 100                               | 1                |
| Osztrák albumokslágerlista                  | 9                |
| Portugál albumslágerlista                   | 21               |
| Spanyol albumslágerlista                    | 10               |
| Svájci albumslágerlista                     | 1                |
| Svéd albumslágerlista                       | 19               |
| USA Billboard 200                           | 1                |
| Új-zélandi albumslágerlista                 | 6                |

## Megjelenési dátumok
A Circus nagylemez megjelenési dátumai:
- : 2008. november 28.
- : 2008 december
- : 2008. december 2.